# Бахман Анатолій Миколайович
Анатолій Миколайович Бахман (рос. Анатолий Николаевич Бахман нар. 20 червня 1935) — радянський футболіст, нападник та півзахисник.

## Життєпис
У 1955-1956 роках грав за «Авангард» (Краматорськ). У 1957 році перейшов у ленінградський «Зеніт», у вересні — жовтні провів 7 матчів у чемпіонаті, забив один м'яч у ворота мінського «Спартака». У 1958-1959 роках у складі «Авангарду» (Харків) зіграв 26 матчів, забив 8 м'ячів. Наступні 8 років провів у краматорському «Авангарді» — в 252 поєдинках відзначився 42-а голами. Кар'єру завершував у «Комунарця» Комунарськ (1968) та «Дзержинці» Дзержинськ (1969).